# Denis (facteurs de clavecins)
Pour les articles homonymes, voir Denis.
Denis est le nom d'une des plus nombreuses et célèbres familles de facteurs de clavecins et d'orgues actifs à Paris à la fin du XVIe et au XVIIe siècle. Plusieurs ont aussi été organistes.
Elle a compris onze membres dans le métier, sur cinq générations successives. 
- Robert I (1520-1589)
  - Claude (1544-1587)
  - Jean I (1549-après 1634) 
    - Thomas (1585-1634)

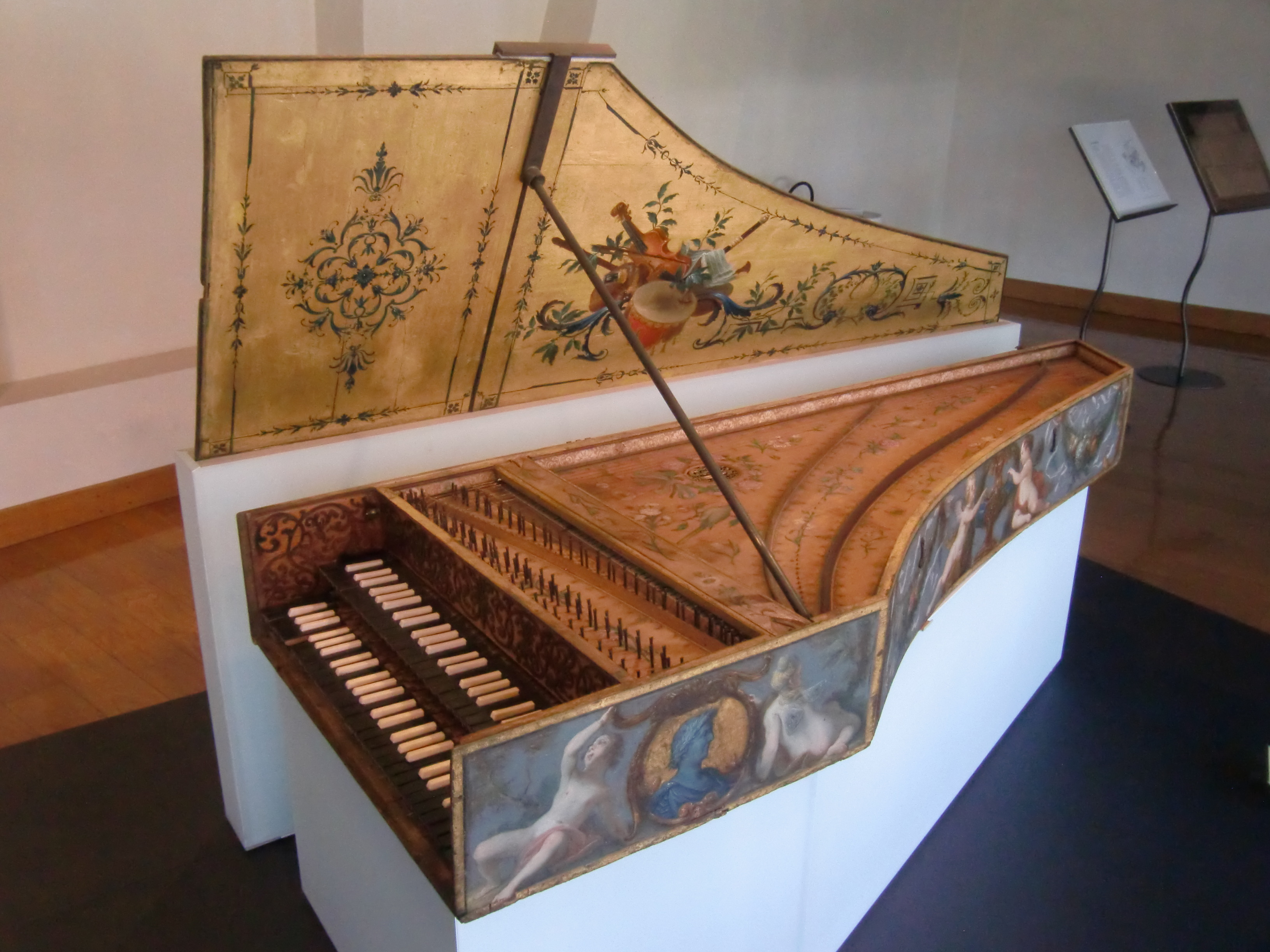
Clavecin de Jean II Denis - Paris 1648 (Musée de l'Hospice Saint Roch, Issoudun)

    - Jean II (1600-1672), probablement le plus notable
      - Jean III (vers 1630-1685)
      - Louis (1635-1718 ?) - sa fille Marie-Angélique épouse Louis Marchand vers 1691.
      - Philippe (vers 1635-1705)
        - Pierre II (1675-après 1705)

    - Pierre I (vers 1600-après 1664)

  - Robert II (après 1550-1589)